# Frank DeMartini
Frank DeMartini né le 23 février 1962 à Long Island, New York, est un producteur américain.

## Filmographie

### Acteur
- 2002 : Crocodile 2 (Crocodile 2: Death Swamp) de Gary Jones : Chauffeur de taxi (non crédité)
- 2010 : Le Prince et Moi - À la recherche de l'Eléphant Sacré (en) (The Prince & Me: The Elephant Adventure) de Catherine Cyran : Joueur de tambour

### Producteur

#### Cinéma
- 1994 : Loving Deadly de Kris Kertenian
- 1997 : Motel Blue (en) de Sam Firstenberg
- 2000 : The Alternate (en) de Sam Firstenberg
- 2000 : Spiders de Gary Jones
- 2000 : Crocodile de Tobe Hooper
- 2001 : Peroxide Passion de Monty Diamond
- 2002 : Quicksand (en) de Sam Firstenberg
- 2002 : Crocodile 2 (Crocodile 2: Death Swamp) de Gary Jones
- 2003 : Vlad de Michael D. Sellers
- 2004 : Shadow of Fear - L'engrenage de Rich Cowan
- 2004 : In the Shadow of the Cobra de Ted Nicolaou (en)
- 2005 : Crazy in Love (Mozart and the Whale) de Petter Næss
- 2006 : Voyage jusqu'au bout de la nuit (Journey to the End of the Night) de Eric Eason
- 2008 : Mad Money de Callie Khouri
- 2008 : Bart Got a Room (en) de Brian Hecker
- 2011 : Bangkok Revenge (Elephant White) de Prachya Pinkaew
- 2013 : Ninja: Shadow of a Tear de Isaac Florentine
- 2015 : Boyka: Undisputed IV de Todor Chapkanov
- 2016 : Le Flingueur 2 (Mechanic: Resurrection) de Dennis Gansel

#### Téléfilms
- 2010 : Le Prince et Moi - À la recherche de l'Eléphant Sacré (en) (The Prince & Me: The Elephant Adventure) de Catherine Cyran